# Minki van der Westhuizen
Willemien "Minki" van der Westhuizen (né le 26 février 1984), est une mannequin et animatrice de télévision sud-africaine .

## Biographie

### Début
Minki van der Westhuizen  est entrée à Stellenberg High School à Bellville.

### Carrière
Minki van der Westhuizen a commencé le mannequinat à l'âge de seize ans. En 2002, lors de sa dernière année de lycée, elle est choisie par la campagne internationale, Guess. Elle est apparue dans les magazines, Sports Illustrated, sur la couverture de GQ ainsi que Maxim en 2002, 2003, 2006 et 2007. Lors d'un séjour à Milan, elle a posé pour le magazine, Donna.
En 2003, elle est élue comme étant la plus populaire pin-up par les troupes américaines servant dans la guerre en Irak. En 2004, grâce aux votes des lecteurs de FHM en Afrique du Sud, elle a été gagnante du sondage mondial qui élus les 100 femmes les plus sexy de FHM.
En 2006, elle apparait dans l'émission télévisée, Sports Illustrated Swimwear sur M-Net en Afrique du Sud.
En 2007, elle a été l'une des personnalités les plus remarquables dans la série documentaire, Behind the Name diffusée sur e.tv. En mai, elle devient présentatrice de l'émission, Pasella sur  SABC 2. La même année, elle joue dans le rôle de Mimi dans le film sud-africain, Big Fellas.

## Vie personnelle
Elle épouse l'homme d'affaires, Visser Constant, le 29 septembre 2007 à Stellenbosch. En novembre 2009, son attaché de presse, Andrew Farr, a confirmé que le couple avait décidé de divorcer.
En juin 2012, elle épouse le joueur de rugby de Saracens, Ernst Joubert. En 2013, le couple attend leur premier enfant.